# Zeche Vereinigte Henriette (Essen)
Die Zeche Vereinigte Henriette in Essen-Byfang ist ein ehemaliges Steinkohlenbergwerk. Das Bergwerk wurde anfangs auch nur Zeche Henriette genannt. Im Grubenfeld der Zeche Vereinigte Henriette wurden bereits im 18. Jahrhundert mittels Stollenbau Kohlen abgebaut.

## Geschichte

### Die Anfänge
Basierend auf der Byfanger Observanz wurde im 18. Jahrhundert Abbau betrieben, eine Berechtsame war nicht vorhanden. Es wurden aus dem Ruhrtal mindestens drei bis vier Stollen angesetzt. Die Stollen befanden sich etwa 100 Meter südlich vom Deipenbecktal an der heutigen Langenbecker Straße. Die Gewinnungshöhe lag bei 46 Lachtern. Die geförderten Kohlen wurden zu einem Kohlenmagazin an der Ruhr transportiert. Im Jahr 1832 wurde zum Tiefbau übergegangen und es wurde damit begonnen, den seigeren Kunstschacht Wilhelmine abzuteufen. Der Ansatzpunkt für den Schacht befand sich nördlich von Nöckersberg. In diesem Jahr umfasste die Berechtsame ein Geviertfeld. Im darauffolgenden Jahr erreichte der Schacht bei einer Teufe von 13 Lachtern den Tagesförderstollen. Im Jahr 1833 erreichte Schacht Wilhelmine bei einer Teufe 42½ Lachtern die 1. Tiefbausohle, im selben Jahr wurde mit der Förderung begonnen. Außerdem wurde in diesem Jahr wurde eine Dampfmaschine für die Wasserhaltung in Betrieb genommen.

### Die weiteren Jahre
Im Jahr 1835 wurde eine Dampffördermaschine in Betrieb genommen, im selben Jahr wurde die Förderung mit einem eisernen Förderseil ausgestattet. Es war die zweite Fördermaschine im Ruhrbergbau, die mit einem Förderseil aus Stahldraht ausgestattet worden war. Am 26. September des Jahres 1836 wurde das Geviertfeld Henriette verliehen. Im darauffolgenden Jahr war die Zeche Vereinigte Henriette die zweitgrößte Zeche im Ruhrrevier. Im Jahr 1840 wurde Schacht Wilhelmine tiefer geteuft. Im Jahr 1843 wurde bei einer Teufe von 211 Metern (−128 Meter NN) die 2. Tiefbausohle angesetzt. Im darauffolgenden Jahr wurde bei einer Teufe von 143 Metern (−60 Meter NN) die Mittelsohle angesetzt. Im Jahr 1853 wurde auf der 3. Sohle Abbau betrieben. Die abgebauten Kohlen wurden zur Stollensohle gefördert und von dort aus zur Kohlenniederlage an der Ruhr. Im Jahr 1854 wurde im Schacht Platz für eine mittlerweile geplante Fahrkunst geschaffen. Auf der Mittelsohle und der 2. Tiefbausohle verliefen die Ausrichtungsarbeiten planmäßig. Auf beiden Sohlen erfolgte die Streckenförderung mittels Grubenpferden. Diese Form der Streckenförderung war zu diesem Zeitpunkt auf den beiden Sohlen auf einer Länge von jeweils 570 Lachtern eingerichtet und wurde kontinuierlich weiter ausgebaut. Das Bergwerk gehörte zu dieser Zeit zum Bergamtsbezirk Essen. Im Jahr 1855 wurden die Vorrichtungsarbeiten auf dem Bergwerk zügig fortgeführt. Mit dem Bau der geplanten Fahrkunst wurde jedoch noch nicht begonnen. Auch im darauffolgenden Jahr wurden die Aus- und Vorrichtungsarbeiten zügig fortgeführt.
Im Jahr 1857 kam es aufgrund erheblicher betrieblicher Probleme zu einem starken Förderrückgang. Trotzdem konnten die Ausrichtungsarbeiten ohne Probleme fortgeführt werden. Auch im Jahr 1858 hielt der Förderrückgang, bedingt durch die erheblichen betrieblichen Probleme, weiter an. In diesem Jahr wurde keine Ausrichtungsarbeiten durchgeführt. Die Grundstrecken waren für die Förderung mittels Grubenpferden umgebaut worden. Die Wasserhaltungsmaschine war mittlerweile durch ein neues Schachtgestänge verbessert worden. Um den Zug der Dampfkessel zu verbessern, hatte man übertägig eine neue Esse errichtet. Im Jahr 1861 wurde der Betrieb wegen schlechter Wetterführung gestundet. Die Aus- und Vorrichtungsarbeiten wurden in diesem Jahr weiter fortgeführt. Aus der Sohlenstrecke von Flöz Wecklenbank wurde der Querschlag weiter aufgefahren. Mit diesem Querschlag wurde der Südflügel des Flözes Wecklenbank durchfahren. Das Flöz hatte in diesem Bereich eine Mächtigkeit von 30 Zoll und ein Einfallen von 88 Gon nach Süden. Außerdem wurden die Flöze Sandbank und Goldfinke weiter ausgerichtet. Noch im Laufe des Jahres konnten die Flöze Geitling und Wecklenbank in Verhieb genommen werden. Das Bergwerk gehörte zu dieser Zeit zum Bergrevier Altendorf. Im Jahr 1862 wurde der gesamte Betrieb wieder aufgenommen. Auf der zweiten Bausohle wurde der Querschlag nach Süden im Flöz Wecklenbank um 9½ Lachter weiter aufgefahren. Der Querschlag erreichte bis zum Jahresende eine Länge von 31 Lachtern. Bei der Auffahrung wurde das Flöz Putmade durchörtert. Das Flöz hatte eine Mächtigkeit von 73 Zoll, inklusive einer elf Zoll starken Schicht aus Brandschiefer. Im Jahr 1863 wurde der Querschlag auf der Mittelsohle bis auf eine Länge von 57¾ Lachtern aufgefahren. Bei der Auffahrung wurde das Flöz Pufmate durchörtert. Außerdem wurde mit dem Querschlag nach Flöz Goldfinke bei einer Auffahrungslänge von 13½ Lachtern das Flöz Goldfinke aufgeschlossen. Im selben Jahr wurde ein Vertrag mit der Zeche Vereinigte Himmelsfürster Erbstollen geschlossen. Durch den Vertrag wurde der Zeche Vereinigte Himmelsfürster Erbstollen der Abbau von Kohleneisenstein in der Berechtsame der Zeche Vereinigte Henriette genehmigt.

### Die letzten Jahre
Im Jahr 1867 soff die Grube wegen starker Regenfälle und durch eindringendes Ruhrhochwasser ab und musste im September desselben Jahres gesümpft werden. Im Jahr 1870 wurde die Zeche wegen des Ruhrhochwassers zeitweilig außer Betrieb genommen. Im Jahr 1871 wurde nur eine geringe Förderung getätigt. Zwischen den Jahren 1863 und 1871 wurden auf der Zeche Vereinigte Himmelsfürster Erbstollen insgesamt 19.500 Tonnen Erz gefördert. Im Jahr 1872 wurde weiterhin Steinkohle und Kohleneisenstein abgebaut. Im Jahr 1878 wurde die Zeche Vereinigte Henriette stillgelegt. Am 29. Mai des darauffolgenden Jahres wurde die Zeche Vereinigte Henriette zunächst durch die Zeche Steingatt übernommen. Im Laufe des Jahres kam es dann zur Konsolidation mit der Zeche Steingatt.

## Förderung und Belegschaft
Die ersten bekannten Förderzahlen stammen aus dem Jahr 1836, damals wurde eine Förderung von 80.713¼ preußischen Tonnen Steinkohle erbracht. Die ersten bekannten Belegschaftszahlen stammen aus dem Jahr 1837, damals waren 214 Bergleute auf dem Bergwerk beschäftigt, die eine Förderung von 150.420½ preußischen Tonnen Steinkohle erbrachten. Im Jahr 1840 sank die Förderung auf 117.360¾ preußische Tonnen Steinkohle. Im Jahr 1842 erneutes Absinken der Förderung auf 108.170 preußische Tonnen Steinkohle. Im Jahr 1847 wurden 460.232 Scheffel Steinkohle gefördert. Im Jahr 1850 wurden 39.546 Tonnen Steinkohle gefördert. Im Jahr 1855 wurden mit 214 Beschäftigten 47.523 Tonnen Steinkohle gefördert. In den Jahren 1857/58 ging die Förderung zurück auf unter 150.000 preußischen Tonnen Steinkohle. Im Jahr 1859 lag die Förderung bei 169.515 preußischen Tonnen, die Belegschaftsstärke betrug 177 Mitarbeiter. Im Jahr 1860 stieg die Förderung wieder an auf 50.080 Tonnen, diese Förderung wurde von 194 Bergleuten erbracht. Im Jahr 1863 wurde eine Förderung von 172.505 preußischen Tonnen erzielt. Die Belegschaftsstärke betrug in diesem Jahr 154 Mitarbeiter. Im Jahr 1865 wurden mit 152 Mitarbeitern 165.527 preußische Tonnen Steinkohle gefördert. Damit gehörte die Zeche Vereinigte Henriette in diesem Jahr zu den förderstärksten Bergwerken im Regierungsbezirk Düsseldorf. Im Jahr 1867 wurden mit 81 Bergleuten 207.758 Scheffel Steinkohle gefördert. Im Jahr 1870 wurden mit 155 Beschäftigten 35.784 Tonnen Steinkohle gefördert. Die maximale Förderung wurde im Jahr 1873 von 238 Beschäftigten erbracht, es wurden 61.805 Tonnen Steinkohle gefördert. Im Jahr 1875 sank die Förderung auf 46.277 Tonnen, diese Förderung wurde von 202 Beschäftigten erbracht. Die letzten bekannten Förder- und Belegschaftszahlen des Bergwerks stammen aus dem Jahr 1877, in diesem Jahr wurden mit 165 Mitarbeitern 30.969 Tonnen Steinkohle gefördert.

## Was geblieben ist
Im Bereich der Stollenmundlöcher der damaligen Zeche Vereinigte Henriette befinden sich heute die Auffahrten zur Theodor-Heuss-Brücke.